# En Vivo! (album, Iron Maiden)
En Vivo! je koncertní album a DVD britské skupiny Iron Maiden. Záznam pochází z 10. dubna 2011, kdy byl při turné The Final Frontier World Tour nahrán v Chile. Album vyšlo 26. března 2012.

## Seznam skladeb
| Disk 1 | Disk 1                             | Disk 1                   | Disk 1                    | Disk 1 |
| Pořadí | Název                              | Autor                    | Původní album             | Délka  |
| ------ | ---------------------------------- | ------------------------ | ------------------------- | ------ |
| 1.     | Satellite 15... The Final Frontier | Harris, Smith            | The Final Frontier (2010) |        |
| 2.     | The Final Frontier                 | Harris                   | The Final Frontier (2010) |        |
| 3.     | El Dorado                          | Harris, Smith, Dickinson | The Final Frontier (2010) |        |
| 4.     | 2 Minutes to Midnight              | Smith, Dickinson         | Powerslave (1984)         |        |
| 5.     | The Talisman                       | Harris, Gers             | The Final Frontier (2010) |        |
| 6.     | Coming Home                        | Harris, Smith, Dickinson | The Final Frontier (2010) |        |
| 7.     | Dance of Death                     | Harris, Gers             | Dance of Death (2003)     |        |
| 8.     | The Trooper                        | Harris                   | Piece of Mind (1983)      |        |
| 9.     | The Wicker Man                     | Harris, Smith, Dickinson | Brave New World (2000)    |        |

| Disk 2 | Disk 2                   | Disk 2                   | Disk 2                              | Disk 2 |
| Pořadí | Název                    | Autor                    | Původní album                       | Délka  |
| ------ | ------------------------ | ------------------------ | ----------------------------------- | ------ |
| 1.     | Blood Brothers           | Harris                   | Brave New World (2000)              |        |
| 2.     | When the Wild Wind Blows | Harris                   | The Final Frontier (2010)           |        |
| 3.     | The Evil That Men Do     | Harris, Smith, Dickinson | Seventh Son of a Seventh Son (1988) |        |
| 4.     | Fear of the Dark         | Harris                   | Fear of the Dark (1992)             |        |
| 5.     | Iron Maiden              | Harris                   | Iron Maiden (1980)                  |        |
| 6.     | The Number of the Beast  | Harris                   | The Number of the Beast (1982)      |        |
| 7.     | Hallowed Be Thy Name     | Harris                   | The Number of the Beast (1982)      |        |
| 8.     | Running Free             | Harris, Di'Anno          | Iron Maiden (1980)                  |        |

## Sestava
- Bruce Dickinson – zpěv
- Dave Murray – kytara
- Adrian Smith – kytara, doprovodný zpěv
- Janick Gers – kytara
- Steve Harris – baskytara, doprovodný zpěv
- Nicko McBrain – bicí

&
- Michael Kenney – klávesy